# ОШ „Јован Јовановић Змај” Србобран
ОШ „Јован Јовановић Змај” Србобран једна је од основних школа у општини Србобран. Налази се у улици Дожа Ђерђа број 1, у месту Србобран.

## Историјат
Школа носи име једног од наших најпознатијих песника Јована Јовановића Змаја. Основана је 1950. године, док је у садашњу зграду од 2700 квадрата смештена 1980. године.
Године 1950. решењем Министарства просвете НР Србије, укинута је Непотпуна гимназија и спојена са четвороразредном основном школом, па су у Србобрану основане Прва и Друга осмолетка. Друга осмолетка је у почетку организовала наставу искључиво на мађарском језику, а у периоду од 1953. до 1955. године звала се Осмогодишња школа „Арањи Јанош”.
Школске 1955/56. године долази до нових промена у организацији школа у Србобрану. До тада су школе своју организацију и наставни рад заснивале искључиво на наставном језику (српски у Првој, а мађарски у Другој осмолетки), а од те школске године су територијалном поделом Србобрана школе биле у обавези да окупљају сву децу са одређене територије, без обзира на језик којим говоре. Због тога је настава у обе школе организована и на српском и на мађарском језику. То је прво учињено у разредној настави (I-IV разред), док се предметна настава (V-VIII разред) и даље водила у Првој школи само на српском, а Другој искључиво на мађарском језику. Школа своје данашње име Основна школа „Јован Јовановић Змај” добија 1959. године.
Настава се изводи у две смене, на српском и мађарском језику. Наставу данас похађа око 620 ученика. Школа располаже са 11 кабинета, 6 класичних учионица, 3 лабораторије 2 радионице и фискултурном салом. Школа има Библиотеку која располаже са око 7400 наслова.
Од 1990.године у склопу школе је и Основна Школа за децу лако ометену у развоју на мађарском језику.